# Čedanj
 Čedanj  falu Horvátországban, a Tengermellék-Hegyvidék megyében. Közigazgatásilag Delnicéhez tartozik.

## Fekvése
Fiumétól 41 km-re, községközpontjától 13 km-re északkeletre, a horvát Hegyvidék középső részén, a Kulpa jobb partján fekszik.

## Története
A településnek 1857-ben 18, 1910-ben 42 lakosa volt. A trianoni békeszerződésig Modrus-Fiume vármegye Delnicei járásához tartozott. 2011-ben 9 lakosa volt.

## Lakosság
| Lakosság változása | Lakosság változása | Lakosság változása | Lakosság változása | Lakosság változása | Lakosság változása | Lakosság változása | Lakosság változása | Lakosság változása | Lakosság változása | Lakosság változása | Lakosság változása | Lakosság változása | Lakosság változása | Lakosság változása | Lakosság változása |
| ------------------ | ------------------ | ------------------ | ------------------ | ------------------ | ------------------ | ------------------ | ------------------ | ------------------ | ------------------ | ------------------ | ------------------ | ------------------ | ------------------ | ------------------ | ------------------ |
| 1857               | 1869               | 1880               | 1890               | 1900               | 1910               | 1921               | 1931               | 1948               | 1953               | 1961               | 1971               | 1981               | 1991               | 2001               | 2011               |
| 18                 | 0                  | 0                  | 0                  | 44                 | 42                 | 47                 | 0                  | 44                 | 56                 | 37                 | 36                 | 20                 | 12                 | 11                 | 9                  |